# 안티마이단

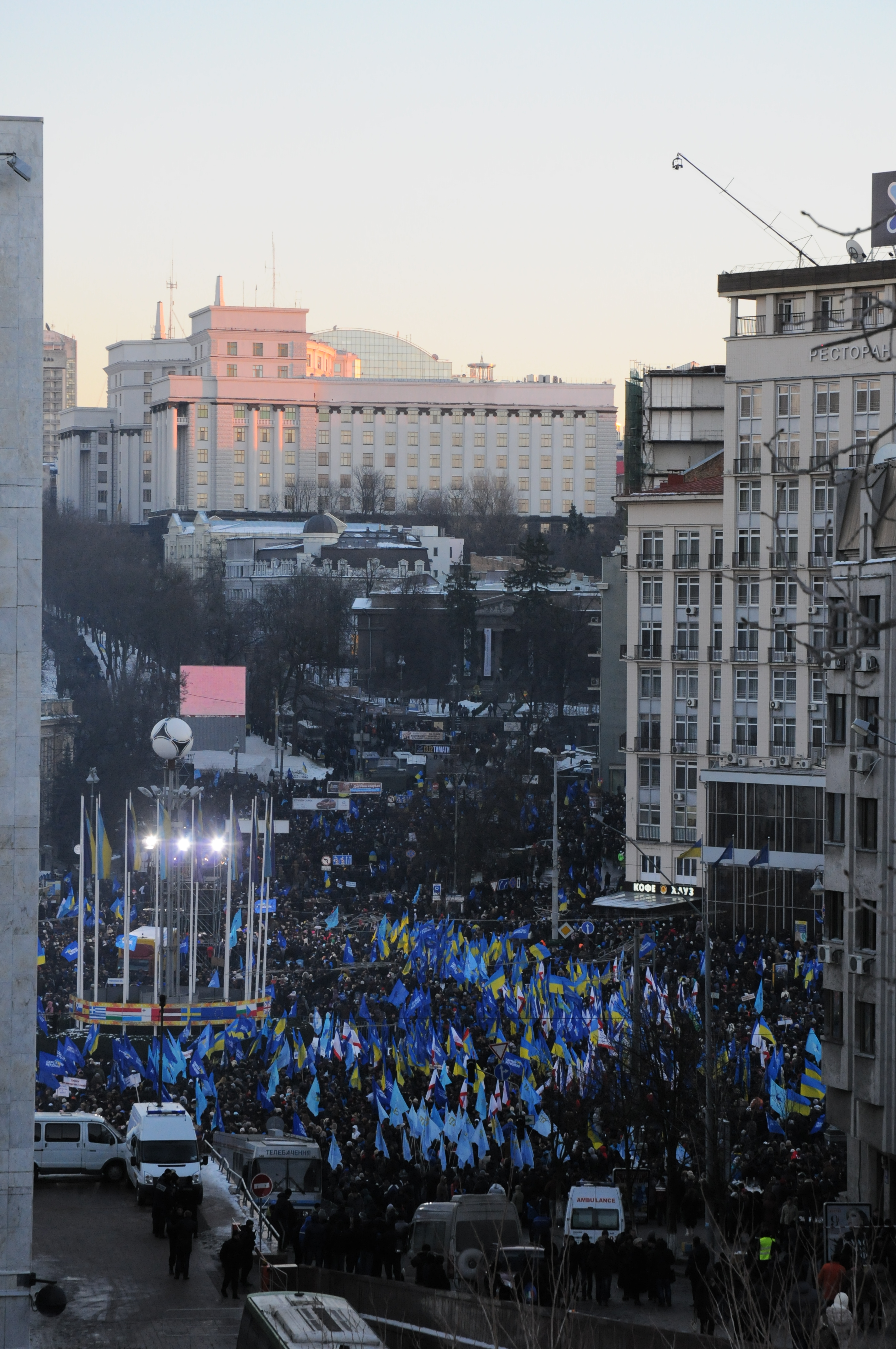
2013년 12월 14일 키이우의 안티마이단

안티마이단(우크라이나어: Антимайда́н 안티마이단[*]; 러시아어: Антимайдан 안티마이단[*])은 2013년과 2014년 유로마이단과 이후의 새로운 우크라이나 정부에 반대하여 우크라이나에서 열린 여러 친러시아 시위를 지칭한다. 초기 참가자들은 제2차 아자로우 정부 내각, 빅토르 야누코비치 대통령, 그리고 러시아와의 긴밀한 관계를 지지했다. 2014년 2월 존엄의 혁명 시점에 "안티마이단" 운동은 쇠퇴하기 시작했고, 야누코비치 축출 이후 안티마이단은 부분적으로 겹치는 다양한 다른 그룹으로 분열되었다. 이들은 사회 문제에 항의하는 사람들부터 우크라이나의 연방화를 지지하는 사람들, 그리고 친러시아 분리주의자 및 러시아 국민주의자들에 이르렀다.

## 날짜별 안티마이단 시위

### 2013년 11월 집회
25일에는 친정부 반대 시위가 10,000명을 모은 것으로 알려졌다. 지역당은 지지자들에게 3시간 시위에 참여하는 대가로 ₴100를 지급한 것으로 알려졌으며, 지지자들은 "우크라이나에서 유럽을 건설 [...] 그러나 우크라이나에 유리한 조건으로"를 외쳤다. 키이우 포스트에 따르면, 시위대는 반EU 및 동성애 혐오 현수막을 들고 있었다. 11월 29일에는 유럽 광장에서 2시간 동안 3,000명의 친정부 집회가 열렸다. 지역당 국회의원 블라디슬라프 루키야노프는 군중에게 "우리의 유럽을 향한 움직임은 결코 변하지 않을 것이라고 확신합니다. 우리는 이 선택을 지지합니다. 우리의 발걸음으로 땅이 흔들리게 하십시오. 함께 승리할 것입니다"라고 말했다. 키이우 포스트는 다시 참석 유인책이 주어졌으며, 참석자들이 "노숙자처럼 보였고, 술에 취한 사람도 많았다. 군중은 대부분 남성이었다"고 묘사했다. 유로뉴스는 많은 사람들이 "친러시아 정서가 강한 동부 지역에서 버스로 실려왔다. 그들도 국기와 집권 지역당의 깃발을 들고 있었다"고 보도했다. 군중 중 많은 사람들이 유로뉴스에 말하기를 거부했다.
11월 30일, 수천 명의 시위대가 하르키우로 버스에 실려와 자유 광장에서 정부 지지 집회를 열었다. 현장에는 약 170대의 버스가 보고되었으며, 주최측에 따르면 참석자 수는 70,000명이 넘는다고 주장했지만, 뉴스 통신사들은 군중 규모를 40,000명으로 보도했다. 이 행사는 1시간 동안만 진행되었다. 참석자들에게 ₴50가 지급되었다는 보고도 있었고, 많은 사람들이 자발적으로 참석하지 않은 공공 부문 근로자였다는 보고도 있었다. 이 집회는 친행정적이며 친유럽 통합적이었다.
도네츠크주 정부와 지역당이 도네츠크에서 12월 2일에 야누코비치 대통령을 지지하는 집회를 열 계획이었으나, 충분한 사람들을 조직하지 못해 취소되었다.
12월 3일, 1,000명이 키이우에서 지역당이 주최한 대통령 지지 집회에 참석했다. 같은 날, 에스프레소TV 기자들은 지역당이 키이우에서 주최한 집회에서 온라인 구인 게시물을 통해 참가자들에게 ₴200를 지급하고 있다고 보도했다.
12월 4일, 15,000명이 도네츠크에서 대통령을 지지하는 집회를 열었으며, 이들 중 상당수는 버스로 실려왔다. 지역당은 누구에게도 참석을 강요했다는 주장을 부인했다.

### 2013년 12월 마린스키 공원 집회

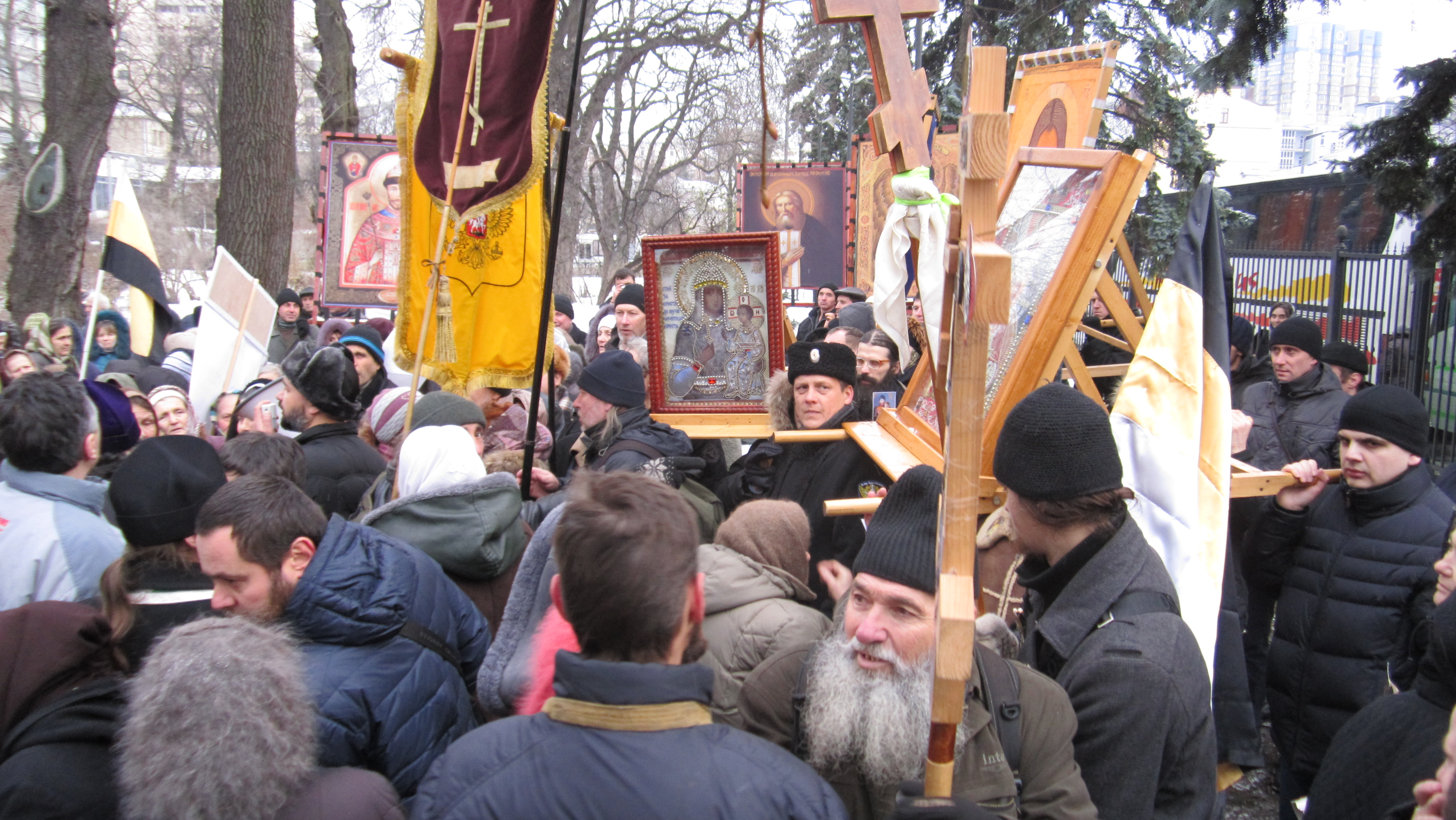
제정 러시아 국기와 정교회 깃발을 흔드는 러시아 정교회 안티마이단 시위대

빅토르 야누코비치 대통령을 지지하고 지역당의 주도로 시작된 집회와 천막 캠프 활동은 12월 3일 최고 라다 건물 (의회) 근처의 마린스키 공원에서 시작되었다. 지역당 보도국은 12월 6일 일요일에 15,000명 이상이 그곳에서 친정부 집회에 참여하고 있다고 보고했다. 시 경찰에 따르면, 전날 공원에는 약 3,000명이 있었고, 언론은 그 수를 2,000명으로 추정했다. 경찰은 이 행사를 반정부 시위대뿐만 아니라 어떤 기자나 구경꾼으로부터도 철저히 경비했다.
세고드냐에 따르면, 친정부 마린스키 공원 행사에 참석하는 사람들은 고용되거나 참석 의무가 있었고, 정해진 시간 동안 머물러야 했다. 12월 8일 한 사건에서는 시위자들이 무장 경비원에 의해 자기 의지에 반하여 집회에 억류되었다.
키이우 포스트에 익명으로 발언한 한 시위자는 집회 참가자들이 일을 가지 않고 돈을 벌기 위해 ₴300 이상을 받는다고 말했다. 그녀는 또한 캠프 내에 쓰레기와 더러운 화장실이 쌓여 있는 동안 하루 종일 집회 밖으로 나가지 못하게 한 경우도 있었다고 회상했다. 글로브 앤드 메일의 선임 국제 특파원 마크 맥키넌은 진행 중인 안티마이단 시위자 인터뷰를 시도했으나, 시위자는 거부하면서도 실제로는 유로마이단 시위를 지지한다고 말했다.
12월 13일 의회에서 전우크라이나 연합 "자유"의 지도자 올레흐 탸흐니보크는 의료, 교육 및 기타 부문(소위 "예산" 부문)의 공무원들이 그 주말에 예정된 친정부 집회에 오도록 괴롭힘을 당하고 있다고 말했다. 의회 의장이자 지역당원인 볼로디미르 리바크는 사람들에게 압력을 가하는 것은 잘못이며 중단되어야 한다고 대답했다.
12월 23일, 친정부 집회는 종료되었다.

### 2013년 12월 14~15일 유럽 광장 집회

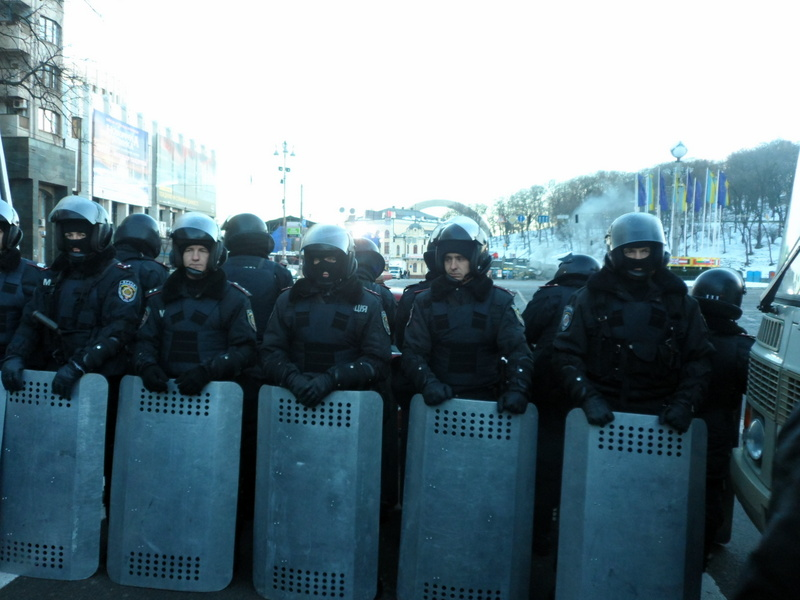
12월 14일 아침, 키이우 유럽 광장의 '안티마이단' 시위 현장 입구를 지키는 경찰.

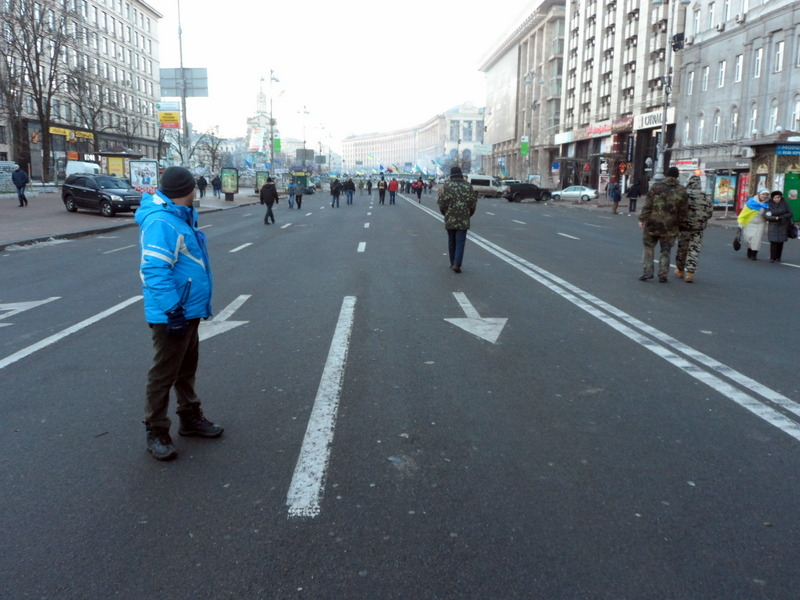
12월 14일 오전 8시, 유로마이단과 '안티마이단' 시위장 사이 흐레샤티크의 '복도', 독립 광장 방향.

12월 14일, 지역당은 "우크라이나를 구하자"는 기치 아래 유럽 광장에서 집회를 개최할 의사를 밝혔다. 당국이 도시에서 두 번째 집회를 열려는 움직임은 레오니드 크라우추크 전 대통령에 의해 비난받았다. 당 관계자에 따르면, 도네츠크에서 20,000명, 드니프로페트로우스크주에서 10,000명이 올 것으로 예상되었다. 크림, 오데사주, 기타 여러 지역에서도 많은 사람들이 올 것으로 예상되었다. 집회 준비 기간인 12월 12일, "수천 명"의 드니프로페트로우스크 주민(대부분 정부 공무원, 기술 학교 학생, 운동선수)이 친정부 집회에 참여하기 위해 키이우로 이동하고 있다고 보도되었다. 인터뷰에 응한 사람들은 마지못해, 하루 ₴400-500를 받고 이틀 동안만 참석한다고 말했다. 또한, 공무원들이 해고 위협을 받으며 그룹에 참여하도록 강요받았다는 보도도 있었다. 집회 당일, UDAR 의원 로만 체레하는 당국이 보호소의 아이들을 데려와 음식과 숙소를 약속했다고 비난했다. 12월 13일, 지역당의 도네츠크 지역 조직은 키이우로 가기를 원하는 사람들에게 당이 비용을 지불한 특별 열차로 식량 배급을 제공할 것이라고 말했다. 오데사에서는 약 3,000명을 태운 여러 대의 열차가 친정부 집회에 참여하기 위해 학생과 교사를 태우고 도시를 출발했다. 오데사 법률 아카데미 출신 학생들은 참석 시 학점을 받을 것이라고 인정했고, 다른 이들은 금전적 보상을 받을 것이라고 말했다. 루한스크에서도 1,000명 이상이 철도로 출발했으며, 참석자들은 주로 이 지역의 탄광 노동자들이라는 비슷한 보고가 있었다. 루한스크 시장 세르게이 크라프첸코는 연설에서 1,500명 이상의 주민들이 집회에서 정부를 지지할 것이라고 밝혔다. 한편, 자포리자에서는 1,600명의 "건장한 남성과 국영 기업 및 회사 노동자들"을 가득 태운 열차가 키이우로 출발하고 있다는 보도가 있었다. 차장들은 일반인에게는 표를 팔지 않는 사적인 임대 열차라고 말했다. 기자 타티아나 혼첸코가 발표한 목록에 따르면, 지역당은 12월 14~15일 주말 행사를 위해 우크라이나 전역에서 지지자들을 키이우로 수송하기 위해 평균 20량의 객차를 가진 총 27대의 열차를 임대했다.
야당 지도자인 아르세니 야체뉴크와 이호르 미로시니첸코는 내부 정보를 인용하여 당국이 대규모 친정부 집회를 이용하여 내전을 시작하고 비상사태 선포를 정당화하여 베르쿠트 진압 경찰과 군대를 사용하여 유럽 광장과 마이단을 정리할 계획이라고 경고했다. 야체뉴크는 특히 유럽 연합 또는 국가 색깔로 위장한 고용된 폭력배(티투쉬키)가 친유럽 캠프에 침투하여 혼란을 야기할 것이라고 경고했다. 그러나 야당 지도자 유리 루첸코는 침착함을 요구하며 친정부 집회에는 평화로운 국비 지원 직원들과 학생들이 참석할 것이라고 장담했다. 지역당 의원 그룹의 수장인 올렉산드르 예프레모프는 "이것은 전적으로 평화적인 시위가 될 것이며, 우리 국민들은 항상 쉽게 어울릴 것입니다... 우리는 또한 두 집회 사이에 안전한 완충지대를 만들기 위해 경찰에 의존할 것입니다"라고 재차 강조했다. 그러나 지역당 의원 바딤 콜레스니첸코의 성명은 우크라이나 남동부와 크림 전역에서 "공공 질서와 헌법을 보호"하기 위한 자경단이 형성되고 있음을 인정했으며, 세바스토폴의 한 그룹은 이미 800명의 신병을 모았고, 주말 행사에도 참여할 것이라고 덧붙였다. 자유유럽방송이 행사 당일 참석자와의 인터뷰에서, 그 주제(권투를 가르쳤던)는 자신과 다른 그룹이 마이단 시위대와 싸움을 일으키기 위해 주최측으로부터 ₴1,000를 제안받았다고 밝혔다.
내무부 언론 서비스는 12월 13일 키이우 포스트에 친정부 집회가 최대 20만 명까지 참석 허가를 받았다고 말했다. 국내에서 가장 영향력 있는 신문 중 하나인 제르칼로 네델리에 따르면, 우크라이나 국가안보 및 국방위원회와 정부는 국방부에 12월 14~15일 주말 키이우에서 친정부 집회를 열기 위해 20만 명의 민간인에게 보안, 물류, 야전 주방 배치, 수송을 제공하도록 명령했다. 내무부는 국내 다른 지역에서 키이우로 오는 사람들의 보안을 지원해 달라는 요청을 받은 것으로 알려졌다. 이 보고는 인사이더, UNIAN, 그리고 우크라인스카 프라우다를 통해 언론에 보도되었다. 국방부 장관은 이후 우크라이나 헌법 제17조와 제37조를 인용하여 우크라이나군이 국내 정치 분쟁에 참여하는 것을 금지한다고 밝히며 이러한 소문을 부인했다. 그럼에도 불구하고, 12월 13일 국방부 소유의 부지에 텐트가 설치되는 것이 목격되었고, 제르칼로 네델리의 별도 보고서에서는 국방부가 지난 이틀 동안 장비(예: 야전 주방, 차량) 재고 조사를 포함한 훈련을 실시하여 친정부 시위를 지원하고 있었음이 밝혀졌다. 자원 또한 우크라이나군 식량 공급업체인 Ukpromakord로 이전되었다. 더욱이 행사 당일 목격자들은 마린스키 공원에서 친정부 지지자들에게 음식을 제공하는 군 야전 주방 40개를 보고 사진을 찍었다.
미콜라 아자로우 총리는 집회에서 우크라이나가 EU 통합 목표를 포기하지 않았다고 참석자들에게 말했다. "우리는 우크라이나를 배신하고 벨라루스, 카자흐스탄, 러시아의 관세동맹 가입 협정을 체결한다고 합니다. 저는 이러한 추측을 강력히 부인합니다." 그는 우크라이나 당국이 이 관세동맹에 가입할 계획이라는 주장을 "영리 행위"라고 언급했다. 아자로우는 또한 "우크라이나를 분열시키지 말고, 바리케이드를 세우지 마십시오"라고 촉구했다. 아자로우는 또한 EU가 동성 결혼 도입 및 성소수자 보호 법률을 포함하여 제휴 협정 체결에 '받아들일 수 없는 조건'을 주장했다고 말했다. "야당 지도자들은 우리가 (EU와의) 협정을 체결하면 다음 날부터 비자 없이 유럽을 여행할 수 있다고 말할 때 허황된 이야기를 하는 것입니다. 전혀 그렇지 않습니다. 우리는 아직 동성 결혼 합법화, 성소수자 평등에 관한 법률 채택 등 일련의 전제 조건을 준수해야 합니다. 우리 사회는 이에 준비되어 있습니까?"라고 아자로우가 말했다. 아자로우는 나중에 비엔나로 피신했으며, 그곳에 호화로운 집을 유지하고 있다.
이 행사에서 지역당 의원 흐리호리 스미티우흐는 참석자들에게 블라디미르 푸틴 러시아 대통령에게 우크라이나의 가스 가격을 낮춰달라고 호소할 것을 촉구했으며, 군중과 함께 "푸틴! 푸틴!"을 외쳤다.
주최 측은 10만 명 이상이 참석했다고 주장했다. 경찰은 6만 명이 참석했다고 추정했는데, 이는 광장의 최대 수용 인원으로도 추정되었다. 목격자들은 참석자 수를 2만 명으로 낮게 잡았다. 오후 6시에 지역당 대표 올렉산드르 예프레모프는 예정보다 하루 일찍 회의 종료를 발표했다. 집회가 끝날 무렵에는 3,000명만이 남았고, 저녁이 되자 유럽 광장은 텅 비었다.
12월 15일 집회는 오전 10시부터 오후 4시까지 진행되었으며, 참석자들이 시간당 급여를 전부 받지 못했다는 다양한 보고가 있었다. "사람들은 자신의 의지를 표명하기 위해 왔습니다. 우리는 그들에게 하루에 300 흐리우냐를 지불했습니다. 저는 그들에게 어떤 돈도 약속하지 않았고, 저는 유권자들과 함께 여기에 있습니다."라고 지역당의 의원 아르투르 마르토비츠키가 말했다.

### 2014년 1월 마린스키 공원 집회
지역당 지지자들의 또 다른 집회는 2014년 1월 13일에 시작되어 1월 17일 2014년 국가 예산 채택까지 계속되었다. 주최측에 따르면 사람들은 "국가의 안정"을 원하고 국가 예산 채택을 방해하는 것이 용납될 수 없다고 믿기 때문에 집회에 참석하고 있다. 시위대들은 마린스키 공원의 천막촌에서 밤을 보낼 계획이다. 주최측에 따르면 시위대들은 키이우 중심부, 특히 흐레샤티크와 독립 광장에서 시위대를 철수해달라는 요청을 담은 서명을 키이우 시의회에 보낼 예정이었다. 주최측은 시위대들이 이 문제에 대한 평화적 해결을 지지하고 친유럽 집회의 폭력적인 해산에 반대한다고 밝혔다. 인터팩스-우크라이나는 1월 13일 공원에 약 10개의 텐트가 설치되었고, 흐루셰우스키가에 수직으로 금속 방패가 설치되었으며, 법 집행관들이 그 뒤에 서 있었다고 보도했다.
미콜라 아자로우 총리는 서방 언론의 유로마이단 보도와 '안티마이단'에 대한 관심 부족을 비판하며, "서방 언론은 한 광장에 주목하고 다른 광장에는 주목하지 않습니다"라고 말했다. 그는 안티마이단이 우크라이나 전체를 대표하는 반면, 유로마이단은 리비우, 테르노필, 이바노프란키우스크만을 대표한다고 말했다. 그는 이어 우크라이나의 대다수가 대통령과 정부를 지지하며 더 이상 유럽 통합에 관심이 없다고 말했다.
지역당 지지자들의 또 다른 집회(1만 명까지 참석 예상)는 2014년 1월 21일 마린스키 공원에서 유로마이단 시위대의 "쿠데타" 시도에 맞서 시작되었다. 이 집회는 2014년 흐루셰우스키가 폭동이 끝날 때까지 계속될 예정이다.

## 다른 “안티마이단”
1월 25일, 미콜라이우에서 친정부 안티마이단 시위가 열렸는데, 참석자들은 주로 젊은 남성, 운동선수, 그리고 티투쉬키로 묘사되었다. 400명의 군중은 파시즘에 반대하며 우크라이나, 벨라루스, 러시아의 단결을 촉진하는 표지판을 들고 있었다.
우크라이나 공산당은 2013년 11월 24일 유럽 연합과의 협정 체결에 반대하는 집회에 2,000명의 지지자를 모을 계획이었다. 참석한 공산주의자들은 키이우 레닌 동상 근처에 텐트를 설치하여 동상 훼손으로부터 보호할 의도였다.
11월 25일 세바스토폴에서는 러시아 블록과 우크라이나 공산당이 "안티마이단"을 조직했다. 이 회의는 벨라루스, 카자흐스탄, 러시아의 관세동맹 가입을 지지하기 위해 개최되었다. 이전 몇 주 동안 러시아 블록이 주최한 집회에서는 EU 깃발 불태우기와 반정부, 반우크라이나 수사학이 포함되었다. 11월 26일, 도네츠크에서 또 다른 안티마이단 시위가 조직되었지만, 학생 시위자 30명만이 참여했다. 주최측은 유럽 연합이 신규 회원국들의 경제를 망쳤으며, 가입하면 부패와 동성 결혼을 가져올 것이라고 말했다. 이 시위는 200m 떨어진 친EU 유로마이단 시위(50명 이하의 시위자 참여)에 반대하는 것이었다. 다음 날, 미콜라이우에서 러시아 블록과 공산주의자들이 작은 안티마이단 집회를 열었다. 11월 25일 루한스크 집회에서는 시위대들이 돈 카자크 그룹의 저항에 부딪혔는데, 이들은 EU 회원국 가입에 반대하고 친EU 시위대들을 파시스트라고 불렀다.
12월 1일, 도네츠크에서 열린 공산주의 집회에는 대부분 고령의 지지자 약 200명이 모여 "우크라이나, 러시아, 벨라루스의 연합은 불가피하다"고 외쳤다. 다음 날, 우크라이나 공산당 의원 안토니나 흐로모바는 도네츠크주 의회에서 키이우 시위자들을 강제로 해산하는 것을 승인하는 발언을 했고, 박수갈채를 받았다. 그녀는 계속해서 우크라이나는 유럽의 가치, 즉 "동성 결혼"과 "아프리카 구걸꾼"이 필요 없다고 말했다.
세바스토폴 시의회는 러시아 블록의 주도로 우크라이나 대통령과 정부에 외교 정책을 러시아와 그 관세동맹으로 재조정할 것을 호소하기로 결정했다. 러시아 블록은 또한 학생들의 유로마이단 시위 참여를 막지 못한 드미트로 타바치니크 교육부 장관의 사임을 요구했다. 12월 8일, "세바스토폴 러시아 공동체" 조직은 지난주 키이우에서 학생과 언론인을 폭행하여 헤드라인을 장식한 베르쿠트 반폭동 부대를 지지하는 집회를 열었다. 이 그룹의 리더 타티아나 예르마코바는 시위대들이 베르쿠트 부대를 도발하고 공격했다는 사실에 분노를 표했다. 그녀는 "전 세계 어느 나라도 마이단에서 17일째 이어지는 그러한 무법을 용납하지 않을 것"이라고 말했다. 러시아 공동체의 공식 성명은 특별히 반폭동 부대에게 '파시스트로부터 우리를 보호해줘서' 감사하다고 밝히고, 유로마이단 시위대들을 "나치"와 "반데라주의자"라고 불렀다.
12월 14일, 러시아 블록과 러시아 연합의 지도자들은 크림 주재 러시아 총영사 뱌체슬라프 스비틀리치니를 만나 크림의 우크라이나 분리 독립을 요구하는 안티마이단 시위를 준비하고 있다고 선언했다.
2014년 1월 26일, 도네츠크에서 지역당 지지자, 공산주의자, 러시아 카자크의 지원을 받아 1,000명이 모였고, 충돌로 일부 부상자가 발생했다.
2015년 1월, 러시아의 안티마이단 운동은 반정부 및 민주화 시위대를 막기 위해 폭력을 사용할 준비가 되어 있다고 밝혔다.

## 비판
안톤 셰호프초프는 안티마이단을 "시위대가 참여 대가를 받는 하향식 이니셔티브"라고 묘사하며, 이 운동이 본질적으로 자발적이지 않고 빅토르 야누코비치의 권위주의 정부를 지지했다고 주장했다. 여러 뉴스 매체는 친정부 집회 참석자들이 대개 정치적 이유가 아니라 재정적 보상을 위해 참석했으며, 유로마이단에 대한 자발적인 반응이 아니라는 주장을 확인하기 위해 조사를 벌였다. 키이우의 키이우 모힐라 아카데미 정치학자 올렉시 하란은 "유로마이단에 있는 사람들은 국가의 인권 침해에 항의하며 기꺼이 희생할 준비가 되어 있습니다. 안티마이단에 있는 사람들은 오직 돈 때문에 서 있습니다. 정부는 이 고용인들을 사용하여 저항을 유발합니다. 그들은 아무것도 희생하지 않을 것입니다"라고 말했다.
우크라이나 언어학자 스베틀라나 자보틴스카야는 지역 주민의 상당 부분이 인구의 심각한 경제 상황을 이용한 "도네츠크 클랜"에 의해 통제되었다고 주장했는데, 저자는 이를 해당 (과두제) 클랜의 통치 결과로 본다. 그곳의 일반 사람들은 민주 세계와의 진정한 접촉이 거의 없었고 "파시스트", "반데라주의자", "Gayrope", "유대인-나토", "핀도시아"에 대한 "외국의 역사: 신화"의 희생자가 되었다. 그녀에 따르면, "이 신화들은 그들이 야누코비치를 먼저 옹호하고 그 다음에는 루스키 미르를 옹호하기 위해 안티마이단으로 가게 만들었다."

## 존엄의 혁명 이후
존엄의 혁명으로 빅토르 야누코비치가 축출된 후, 안티마이단 운동은 서로 다르지만 때로는 겹치는 운동으로 분열되었으며, 사회적 불만을 이유로 결집한 시위 단체, 우크라이나의 연방화를 지지하는 세력, 그리고 러시아 분리주의자들을 포함했다. 존엄의 혁명이 성공한 후, 남부 및 동부 우크라이나에서 "안티마이단" 운동이 계속되었는데, 이 지역의 "안티마이단" 운동은 친마이단 시위대와 충돌했다. 이 지역에서 진행 중인 친러시아 분쟁 동안 발생한 이러한 충돌은 2014년 오데사 충돌과 같은 폭력 사태로 번졌고, 결국 러시아-우크라이나 전쟁으로 확대되었다. 2015년에는 러시아에서 "안티마이단"이라는 친분리주의 사회 운동이 등장했는데, 이 운동은 존엄의 혁명 이후 러시아로 떠난 친러시아계 (종종 고위 인사) 우크라이나인들로 구성되었다.
"안티마이단" 운동의 후계자들은 다음과 같다:
- 우크라이나 전선(Ukrainskiy Front) – 안티마이단 운동을 대체하고 모든 지부를 통합한 주요 후계 조직
  - 오데스카야 드루지나(Odesskaya Druzhina) – 오데사 도시 지부
  - 오플롯(Oplot) – 하르키우 도시 지부
  - 오플롯 돈바사(Oplot Donbassa, 나중에 루스카야 프라보슬라브나야 아르미야) – 도네츠크 도시 지부
  - 아르미야 유가-보스토카(Armiya Yuga-Vostoka) – 루한스크 도시 지부

## 같이 보기
- 2014년 유로마이단 지방 국가행정부 점거
- 2014년 우크라이나 친러시아 분쟁
- 안티마이단 (러시아)
- 러시아-우크라이나 전쟁 중 소비에트 이미지

## 내용주
1. ↑  이 집회들은 전우크라이나 연합 "조국" 의원 볼로디미르 야보리우스키에 의해 "정신 나간 광기"로 묘사되었다.[66]